# Иновроцлавское княжество
Иновроцлавское княжество (пол. Księstwo inowrocławskie) — польское удельное княжество, существовавшее в 1267—1392 годах в историческом регионе Куявия со столицей в городе Иновроцлаве.
Иновроцлавское княжество было создано в 1267 году, когда после смерти князя Казимира Куявского Куявское княжество было разделено между его сыновьями; столица княжества Иновроцлав вместе с окрестными землями досталась второму сыну Земомыслу.
В 1271 году Земомысл поддержал своего тестя, померельского князя Самбора II, в борьбе против его племянника Мстивоя II. В это противостояние вмешался союзник Мстивоя II, великопольский князь Болеслав Набожный, который изгнал Земомысла из Куявии и захватил его владения.  Болеслав правил в Иновроцлаве до 1273 года, после чего уступил княжество старшему брату Земомысла Лешеку Черному. Только в 1278 году Лешек Чёрный и Болеслав Набожный договорились о возвращении Иновроцлава Земомыслу при условии отказа Земомысла от его пронемецкой политики.
Земомысл умер в конце 1287 года. Опекунами его детей Лешека и Пшемысла стали вдова князя Саломея и его единокровный брат Владислав Локетек. Опекунство продолжалось до 1294 года, когда Лешек достиг совершеннолетия; в 1296 году совершеннолетним стал и Пшемысл. Братья совместно управляли княжеством до 1314 года, когда они решили формально разделить владения: Иновроцлав остался за Лешеком, а Пшемысл получил северную часть княжества с Быдгощем и Вышегрудом. В 1318 году братья подписали договор о взаимном наследовании владений, а два года спустя по неизвестной причине Лешек отказался от своих владений и передал всю власть Пшемыслу. Последний поддерживал своего дядю Владислава I Локетека, в то время уже короля Польши, в его борьбе с Тевтонским орденом. Для облегчения ведения боевых действий по предложению Владислава I в период с 28 мая 1327 по 14 октября 1328 года Пшемысл согласился обменять свое родовое владение Иновроцлав на Серадз.  
В 1332 году территория Иновроцлавского княжества была захвачена Тевтонским орденом и возвращена Польше в 1337 году в результате переговоров в Иновроцлаве. К этому времени Владислав Локетек умер, и править княжеством стал его сын, польский король Казимир III. В 1368 году Казимир III усыновил своего внука, слупского князя Казимира, и после смерти Казимира III в 1370 году территория Иновроцлавского княжества досталась ему. Через год после гибели Казимира опольский князь Владислав Опольчик, действуя в интересах Людвика Венгерского, добился отмены завещания Казимира III. Иновроцлавское княжество перешло к Людвику Венгерскому, как королю Польши, а он передал его Владиславу Опольчику. После смерти Людвика Венгерского в 1382 году звезда Владислава Опольчика начала закатываться. В 1392 году, после того как он уступил часть своих земель крестоносцам, новый польский король Владислав II Ягайло начал против него военные действия, в результате которых Иновроцлавское княжество окончательно вошло в состав Польского королевства. На его территории было образовано Иновроцлавское воеводство.

## Князья Иновроцлава
| #                                    | Портрет                              | Имя (годы жизни)                                                     | Родители                                     | Годы правления | Примечания |
| ------------------------------------ | ------------------------------------ | -------------------------------------------------------------------- | -------------------------------------------- | -------------- | --- |
| 1                                    |                                      | Земомысл Иновроцлавский (1245/1248 — 1287)                           | Казимир I Куявский Констанция Вроцлавская    | 1267–1271      | |
| 2                                    |                                      | Болеслав Набожный (1224/1227 — 14 апреля 1279)                       | Владислав Одонич Ядвига                      | 1271–1273      | князь Гнезненский (с 1241 по 1247, с 1249 по 1250 и с 1253 по 1279 год), Калишский (с 1244 по 1249 и с 1253 по 1279 год), Познанский (с 1241 по 1247 и с 1257 по 1273 год) |
| 3                                    |                                      | Лешек Черный (ок.1241 — 30 сентября 1288)                            | Казимир I Куявский Констанция Вроцлавская    | 1273–1278      | князь-принцепс Польши (с 1279 по 1288 год), князь Ленчицкий (с 1267 по 1288 год), Серадзский (с 1261 по 1288 год), Сандомирский (с 1279 по 1288 год) |
| 1                                    |                                      | Земомысл Иновроцлавский (1245/1248 — 1287)                           | Казимир I Куявский Констанция Вроцлавская    | 1278–1287      | |
| 4                                    |                                      | Лешек Иновроцлавский (ок. 1275 — ок. 1340)                           | Земомысл Иновроцлавский Саломея Померельская | 1287–1320/1324 | |
| 5                                    |                                      | Пшемысл Иновроцлавский (ок. 1278 — 1338/1339)                        | Земомысл Иновроцлавский Саломея Померельская | 1287–1327/1328 | князь Серадзский (с 1327/1328 по 1338/1339 год) |
| 6                                    |                                      | Казимир III Гневковский (1280/1287 — 1347/1350)                      | Земомысл Иновроцлавский Саломея Померельская | 1287–1314      | князь Гневковский (с 1314 по 1332 и с 1343 по 1347/1350 год) |
| 7                                    |                                      | Владислав I Локетек (3 марта 1260/19 января 1261 год — 2 марта 1333) | Казимир I Куявский Евфросинья Опольская      | 1327/1328–1332 | король Польши (с 1320 по 1333 год), князь-принцепс Польши (с 1306 по 1320 год), князь Бжесць-Куявский (с 1267 по 1300 и с 1305 по 1332 год), Добжинский (с 1267 по 1288, с 1293 по 1295 и с 1327/1328 по 1329 год), Ленчицкий (с 1294 по 1300 год и с 1305 по 1327/1328 годы), князь Серадзский (с 1288 по 1300 и с 1305 по 1327/1328 год), Сандомирский (с 1289 по 1292 и с 1304 по 1320 год), Великопольский (с 1296 по 1300 и с 1314 по 1320 год), Померельский (с 1296 по 1300 и с 1306 по 1309 год) |
| Захвачено Тевтонским орденом         | Захвачено Тевтонским орденом         | Захвачено Тевтонским орденом                                         | Захвачено Тевтонским орденом                 | 1332–1337      | |
| 8                                    |                                      | Казимир III (30 апреля 1310 — 5 ноября 1370)                         | Владислав I Локетек Ядвига Калишская         | 1337–1370      | король Польши (с 1333 по 1370 год) |
| 9                                    |                                      | Казимир IV Слупский (1351 — 2 января 1377)                           | Богуслав V Померанский Елизавета Польская    | 1370–1377      | герцог Померания-Слупск (с 1374 по 1377 год), князь Добжинский (с 1370 по 1377 год) |
| 10                                   |                                      | Владислав Опольчик (1326/1332 — 18 мая 1401)                         | Болеслав II Опольский Елизавета Свидницкая   | 1378–1392      | князь Опольский (с 1356 по 1401 год), Велюнский (с 1370 по 1391 год), Крновский (с 1384 по 1390 год), Добжинский (с 1378 по 1392 год) |
| Вошло в состав Польского королевства | Вошло в состав Польского королевства | Вошло в состав Польского королевства                                 | Вошло в состав Польского королевства         | 1392           | |